# 山本康正
山本 康正（やまもと やすまさ、1981年 - ）は、日本のエンジェル投資家、京都大学特任准教授、ハーバード大学客員研究員。

## 来歴
1981年、大阪府生まれ。3人兄弟の末っ子。4歳の時に日本航空123便墜落事故で父親を亡くす。西大和学園中学校・高等学校、京都大学農学部卒業。東京大学大学院新領域創成科学研究科環境学研究系環境学専攻国際環境協力コース修士課程修了。修士号取得後、三菱東京UFJ銀行（現：三菱UFJ銀行）ニューヨーク米州本部に勤務。ハーバード大学大学院で理学修士号を取得後、Googleに入社してフィンテックや人工知能（AI）などで日本企業のデジタル活用（DX）を推進。2018年より米国のベンチャーキャピタルDNX Ventures インダストリーパートナー。2021年より、パシフィック・リーグマーケティング株式会社（PLM）のテクノロジーアドバイザーを務めている。

## 主な著書
- 『次のテクノロジーで世界はどう変わるのか』講談社<講談社現代新書>、2020年、ISBN 978-4-0651-7592-7
- 『シリコンバレーのVC=ベンチャーキャピタリストは何を見ているのか』東洋経済新報社、2020年、ISBN 978-4-4925-5797-6
- 『シリコンバレーの一流投資家が教える 世界標準のテクノロジー教養』幻冬舎、2021年、ISBN 978-4-3440-3739-7
- 『2025年を制覇する破壊的企業』（SB新書、2020年、ISBN 978-4-8156-0759-3）
- 『銀行を淘汰する破壊的企業』（SB新書、2021年、ISBN 978-4-8156-1024-1）
- 『スタートアップとテクノロジーの世界地図』ダイヤモンド社、2020年、ISBN 978-4-4781-1073-7

### 共著
- 『お金の未来』講談社<講談社現代新書>、2022年、ジェリー・チーとの共著